# Інь та ян

Діаграма тайцзі, що представляє Їнь і Ян

Їнь і Ян (кит. 陰陽, пін. yīn yáng) — дуалістична концепція, що походить від традиційної китайської філософії. Стародавні китайські філософи виражали характеристики речей, які є водночас протилежними та пов'язаними, наприклад, небо та земля, біле та чорне, сонце та місяць, день та ніч, тепло та холод, жінка та чоловік, вгору та вниз, ліворуч та праворуч, рух і нерухомість, жорсткість і м'якість, і покарання і мораль. Абстрактне значення «протилежного і взаємозалежного» називається Ці[джерело?], яке також є символом даосизму.
У «Дао Де Цзін», написаному в період Воюючих царств, Лао-Цзи обговорював і розвивав свої ідеї та положення в термінах «їнь і ян». У книзі «Весна й осінь», написаній Дун Чжун-шу, вченим-конфуціанцем із династії Західна Хань, він успадкував теорію сім'ї Їнь-Ян, яка поєднує Їнь-Ян і п'ять першоелементів, і вважав це є основою і джерелом політичної та релігійної системи. Теорія їнь і ян проникла в різні традиційні китайські культурні «речі», включаюно з календарем, астрономією, метеорологією, китайською медициною, бойовими мистецтвами, каліграфією, архітектурою, релігію, фен-шуй, ворожінням тощо, і є важливою складовою китайської традиційної культури.
Оскільки астрологія покладається на кількість їнь і ян і п'ять елементів, щоб перевірити успіх і невдачу в людських справах, слова «їнь і ян» також відносяться до астрології.

## Значення слова
Спочатку слова «їнь» і «ян» не мали філософського підтексту, їхню етимологію виводять із «тіньова сторона (гори)» і «сонячна сторона (гори)».
Згідно з поясненням Сюй Фугуань, оригінальними ієрогліфами для їнь і ян були символи 澌 і 昜, які мають відповідні значення і звучання. Слово «侌» означає темноту («хмара закриває сонце»), слово «昜» означає світло («сонце світить на землю»).

## Загальний огляд
Вчення про сили «їнь-ян» представлене в «Книзі перемін», яку приписують Конфуцію та в 42 вірші трактату «Дао де цзін» Лао-цзи.
Взаємодія їнь і ян підтримує рівновагу і гармонію світу, вона присутня у всьому.
Виявами дихотомійного мислення у полярних термінах стало також порівняння їнь-ян із соціальними концепціями поділу на «зовнішнє та внутрішнє» ней-вай (кит. 内外, пін. nèiwài), «цивільне та військове» вень-ву (кит. 文武, пін. wénwǔ), «покарання та нагороди» сін-шан (кит. 刑賞, пін. xíngshǎng) (також сін-де (кит. 刑德, пін. xíngdé)).

## Теорія Їнь Ян
Властивості їнь і ян такі:
- «Баланс протилежностей» (Тай Чі): «Тянь Цзи Фан», зовнішній розділ Чжуан-цзи, говорить: «Для Їнь і Сусу, Ян є чудовим; Сусу з неба, і він дуже сильний на землі». Наприклад, тепло — це їнь, холод — ян, для їнь — небо, а для ян — земля. Пізніше конфуціанська школа «Шаншу» в пізньому періоді Воюючих царств змінила їнь і ян, у результаті чого «Кунган» (верхній їнь і нижній ян) став «Цянькунь» (верхній ян і нижній їнь).
- Приклади їнь і ян:
  - Представник Ян: Небо, Батько, Чоловік, Світло, Тепло, Згуртованість, Охоплення, Сила, Цянь Гуа, Червоний.
  - Представник Їнь: водний, жіночий, темний, холодний, стриманий, відтік, слабкий, Кунь Гуа, чорний.

Сім'я Їнь-Ян періоду Воюючих царств у Китаї вважала, що астрономічна погода була «Дао Неба» і була керівним принципом світу. Ті, хто при владі, «процвітатимуть, якщо підете за небом, і загинуть, якщо підете проти нього». Теорія їнь і ян стверджує, що всі речі у Всесвіті мають два атрибути їнь і ян, і вони залежать один від одного, обмежують один одного і мають відносини взаємної трансформації.
Сіма Тань «Про основи шести шкіл» перераховує «сім'ю Їнь-Ян» як першу з шести шкіл. «Історичні записи» Сіма Тана «Про основи шести шкіл» згадують, що «спроба вкрасти мистецтво їнь і ян є великою сприятливістю і табу для багатьох людей. Це робить людей сором'язливими та лякаючими. Однак послідовність чотирьох пір року — це чудово, і це не можна втрачати», «Їнь і ян, чотири пори року, вісім позицій, 12 градусів і 24 свята мають свої власні вчення. Ті, хто їх дотримується, будуть процвітати, а ті, хто йде проти них, помруть, не вмираючи, що не є неминучим. Тому кажуть, що люди будуть стримані та налякані. Весна народжується, літо довге, осінь збирають, а зиму зберігають. Це велике писання небес, і Фушунь не можна вважати правлінням світу. Тому сказано: Велика сила чотирьох пір року не може бути втрачена».
Лю Сян і Лю Сінь «Хань Шу-Івенчжі» перераховує сім'ю Їнь-Ян як одну з «дев'яти течій». Їнь-ян і родину Їнь-ян важко визначити в історичних записах, але їхні теорії глибоко вкорінені в школах китайської філософії та їхніх наступників. Він розвинувся приблизно в середині періоду Східного Чжоу та Воюючих царств: головним представником є Цзоу Янь з держави Ци наприкінці періоду Східного Чжоу та Воюючих царств. «Хань Шу-Івенчжі» записує, що «члени сім'ї Їнь-Ян походять із посадових осіб Сіхе, шанують Хаотянь, календар, як сонце, місяць і зірки, поважають час людей, і це директор; і ті які затримані, потрапляють у табу, плутаються в десятках, відпускають привидів і богів за рахунок людських справ».
Тоді Lv Buwei та його редактор «Lv's Spring and Autumn» удосконалили з аспектів числа їнь та ян ци та астрономічних явищ, п'яти елементів та фенології та кадрових справ, а також інтеграції світової схеми та кроків.
Їнь і Ян спочатку стосуються двох протилежних аспектів речей, «один їнь і один ян називаються Дао» («Чжоуї Сєчжуань»), Чжуан-цзи визначив це як суперечливі та протилежні елементи, що містяться в ци, "Їнь і Ян, більші ци також є («Чжуан-цзи: Цзеян»). Сім'я Їнь-Ян вивела зміни, викликані суперечливим впливом Їнь і Янь, на містичний рівень.
Нарешті, Лю Ань та його головний редактор Хуайнаньці об'єднали схему Юйму їнь та ян Дао з соціальною системою п'яти елементів, і тоді сім'я їнь та ян була офіційно створена.
Школа Онміодзі припинила своє існування після династій Вей і Цзінь. У «Ханьшу·Івенчжі» описано «21 родину, 369 розділів» родини Їнь-Ян, але жодна з них не була передана. Але з «Весняно-осіння лихоманки» Дун Чжуншу ми також можемо побачити деякі теорії про сім'ю Їнь-Ян.

## Астрологія
«Huainanzi·Tianxun» розповідає про походження та еволюцію неба і землі. Вважається, що до того, як небо і земля не були розділені, після того, як хаос був розділений, світле і ясне піднялося на небо, а важке каламутне згустилося в землі; ци взаємодіють, щоб створити все. Можна побачити, що їнь і ян — це дві філософські (ненаукові) фундаментальні частинки, які стародавні вважали основою для формування макроскопічної матерії.

## Традиційна китайська медицина
Теорія Їнь і Ян бере свій початок від поглядів давніх китайців на природу. Стародавні люди спостерігали різні протилежні природні явища у своєму житті. Це відносне, а не абсолютне поняття, таке як небо і земля, сонце і місяць, день і ніч, тепло і холод, чоловік і жінка. Концепція «Їнь і Ян» підсумовується, тому «Су Вень·Їнь і Ян Інсян Да Лунь» у «Класиці внутрішньої медицини Жовтого Імператора» вважає, що «Їнь і ян — це дорога неба і землі». З цього традиційна китайська медицина розробила їнь і ян людського тіла. Теорія, щоб оцінити хворобу та визначити напрямок лікування.
Різні частини, тканини і навіть різні фізіологічні дії людського тіла можна розділити на дві категорії: їнь і ян, наприклад:
- Спина — ян, живіт — їнь;
- Зовнішня сторона — ян, внутрішня — їнь;
- Верх — ян, низ — їнь;
- Рух — ян, нерухомість — їнь;
- Хороша ліквідність — це ян, а погана ліквідність — їнь;
- Ци, душа і дух — це ян, кров, рідина тіла і сутність — це їнь.

Відповідно до того ж принципу, меридіани тіла поділяються на їнь і ян, і різні типи захворювань також можна розділити відповідно до їнь і ян. Тому існує приказка, що одна і та ж хвороба лікується по-різному, тому що різниця в «підйомі і падінні їнь і ян».
Відповідно до «Простих запитань: роз'єднання та возз'єднання Їнь і Ян»: «Їнь і Ян можна порахувати десятьма, і їх можна порахувати як сто; їх можна порахувати тисячею, і їх можна порахувати як десять тисяч; десять тисяч настільки великі, що їх неможливо порахувати, але вони повинні бути одним». Їнь і Ян можна розділити нескінченно, і це поняття також використовується в китайській медицині для пояснення різних станів фізіологічної активності. Наприклад, п'ять внутрішніх органів — це їнь; стан активності кожного органу можна розділити на їнь і ян, наприклад їнь печінки та ян печінки; їнь нирок і ян нирок тощо.

## Мистецтво війни
Є думка тайцзи: «Крайність форми, як для безформного»

## Два дні
Так звані «два дні» у дводенному першому класі стосуються значення «сонця протягом двох днів» («Передмова до Дао п'яти напрямків»), маючи на увазі сонце та місяць: тобто інь і ян, тобто речі, які символізують протилежності. Все в світі складається з відносних речей, і ці відносні речі проникають одна в одну, так що все розвивається і об'єднується, і народжується нове. Той факт, що він розроблений шляхом сублімації та об'єднання двох протилежних полюсів, є не лише майстерністю фехтування, але навіть «Правилом світу» (Книга Мусасі), тому він отримав назву «Мистецтво війни двох небес першого класу». .

## Графічне зображення
У даосизмі і конфуціанстві зображається у вигляді хвилястої лінії, вписаної в коло, яка розділяє його на світлу і темну половини з крапками протилежного кольору в заокругленні кожної з них (т.з. тайцзі-ту, кит. 太极图, пін. tàijítú). Класичні викладення можливих концепцій зображення їнь і ян зробили Чжоу Дуньї (1017—1073) та Лай Чжиде (1525—1604).
Зображення, близькі до тайцзі-ту, але без крапок на ознаку протилежностей відомі на прясельцях з Шицзяхе, неолітичної культури Цюйцзялін, 3100-2800 до н. е.

## Див. також

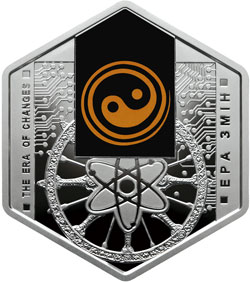
'Символ Їнь-Ян' на пам'ятній монеті НБУ

## Цитати
Небо — це ян, а земля — їнь. Весна — це ян, а осінь — їнь. Літо — це ян, а зима — їнь. День — це ян, а ніч — їнь. Важливі держави — це ян, а менші — їнь. Діяльність — це ян, а відсутність дії — їнь. Ті, хто напружуються — це ян, а ті, хто нагинаються — їнь. Володар — це ян, а міністри — їнь. Вищі — це ян, а нижчі — їнь. Чоловіки — це ян, а жінки — їнь. Батьки — це ян, а сини — їнь. Старші брати — це ян, а молодші — їнь. Люди із широким світоглядом — це ян, а обмежені — їнь. Одруження та народження синів — це ян, а помирання — їнь. Контролювання інших — це ян, а підкорення контролю — їнь. Гості — це ян, а хазяї — їнь. Пани — це ян, а холопи — — їнь. Розмова — це ян, а тиша — їнь. Подання — це ян, а отримання — їнь.

## Цікаві факти
- Під час японсько-корейської війни 1592–1598 років корейський генерал Квак Чеу носив червоний одяг, пофарбований менструальною кров'ю незайманих дівчат[6]. Генерал вірив, що темна жіноча енергія їнь перетворювала його одяг на обладунок, невразливий для японської вогнепальної зброї — уособлення чоловічої енергії ян[6].